# 良好棉花发展协会
良好棉花发展协会（英語：Better Cotton Initiative，BCI）是一个非营利性的多利益方共同管理组织，該組織制定可持续发展标准，並對符合標準的棉花农场进行认证。其目的在全球21个国家和地区推广更好的棉花种植标准及行动。
截至2017年，以良好棉花发展协会标准而出产的棉花总量占到了全球棉花总产量的14%。在2016年－2017年的棉花种植季里，约130万获得协会许可的棉花种植农共计出产了330万吨符合协会标准的棉花，这使得进入全球供应链中的符合可持续发展标准的棉花规模达到了创纪录的数字。良好棉花发展协会為實現联合国的全球水资源可持续发展、生物多样性及永续农业的目标作出了貢獻。

## 歷史
良好棉花發展協會始於2005年世界自然基金會（WWF）的圓桌討論。協會宗旨是讓全球棉花產業更好地讓其生產者擁有更好的環境與更好的未來。協會相關工作在2010年開始在非洲地區和國家，以及巴西、印度和巴基斯坦展開。於2013年擴展到包括中國、塔吉克斯坦、土耳其和莫桑比克等幾個國家。

## 合作伙伴
良好棉花发展协会在零售商及品牌领域的合作伙伴包括海恩斯莫里斯服饰(H&M)、盖璞(GAP)、宜家家居、李维斯(Levi's)、迅销(UNIQLO)、阿迪达斯、新百伦(New Balance)、沃尔玛和好市多(Costco)等，而其资金赞助伙伴则有美国国际开发署、德国技术合作公司、瑞士联邦经济事务总局和丹麦国际开发署等。截至2019年底，良好棉花发展协会拥有超过1,800个正式成员，其中包括168个零售商和品牌成员、1,585个供应商和制造商成员、30个生产组织成员、42个民间协会成员；以及17个准成员。

## 生产原则
BCI有“六大生产标准”以实现可持续棉花生产：
1. 将对作物保护措施有害的影响降至最低
2. 高效用水与保护水资源
3. 重视土壤健康
4. 保护自然栖息地
5. 关心和保护纤维品质
6. 提倡体面劳动

## 事件
2020年9月22日，美國國會通過《防止強迫維吾爾勞動法》，BCI隨後有抵制新疆棉花的倡議。2021年3月1日，BCI「上海代表处」微信公众号发布名为“关于新疆问题的重要申明”的文章，稱BCI中国项目团队严格遵照BCI的审核原则，从2012年开始对新疆项目点所执行的历年第二方可信度审核和第三方验证，“从未发现一例有关强迫劳动的事件”，《国际金融报》独家采访时回应到该申明仅代表上海代表处，总部也有发布公告和处理中。3月26日晚，BCI上海代表处再度就新疆棉花事宜发布声明：“从2012年开始对新疆项目点所执行的历年第二方可信度审核和第三方验证，从未发现一例有关强迫劳动的事件”。
2021年3月24日，中国共青团發布了微博，批評了BCI会员H&M的一份声明，该集團在這份2020年9月发布的英文声明中称“不与位于新疆的任何服装制造工厂合作，也不从该地区采购产品或原材料”，故被認為是對中国被指控强迫维吾尔人劳动的表態，而在中国社交网络上遭到中国官媒和中国网民發起一系列抵制运动。
有人指稱良好棉花发展协会的捐款人之一是美國國際開發署（USAID），2016年，良好棉花发展协会收到了美国国际开发署100萬美元的資金捐助，這筆資助極大的推進了他們後面三年的增長，以此質疑協會受美國政府操縱。不過，該捐款計劃已於2019年結束。協會於2016年同時亦接受勞德斯基金會（當時為C&A Foundation）的150萬美元資助。除此之外，良好棉花發展協會亦接受德國技術合作公司（GIZ）、瑞士發展合作公司、国际可持续标准联盟（ISEAL）、瑞典郵政彩票基金會和瑞士聯邦國家經濟事務秘書處（SECO）等多個機構資助，而不限於美國國際開發署。屬於中國家安全部直屬事業單位並受中國共產黨中央外事工作委員會辦公室領導的中國現代國際關係研究院批評，美国国际开发署是美國實施對外民主滲透的最主要機構，他們擅長通過資助非政府組織（如BCI），進入目標國家的政治進程。
8月3日，环球时报引述中国国家安全部门，指BCI总部邀请“美国维泰”（Verite）介入“新疆棉花供应链强迫劳动”调查，总预算为88200美元，其中维泰总部获得51950美元，维泰深圳获得18250美元，利润为1.8万美元。但后者从未实地调查，通过网络收集并引用反华组织发布的报告等作为依据炮制了《强迫劳动的风险分析报告》。环球时报指稱，维泰深圳员工指调查报告自起草到成文并未进行实地调查，而是以立场先行、“有罪推定”的模式进行撰写，如果报告内容没有对中国有偏见的声音，则很难获得相关负责人首肯，而BCI总部也对这一报告予以肯定。而事實上，在6月24日已有報道指深圳維泰員工在該年4月已遭中國官方人員約談審問，美國國務院曾關注事件，指有供應鏈審查員在中國調查時遭到拘禁、騷擾、威脅及長期受監視，其中未知是否包括有關新疆棉花供應鏈的調查。